# 언드라시 1세

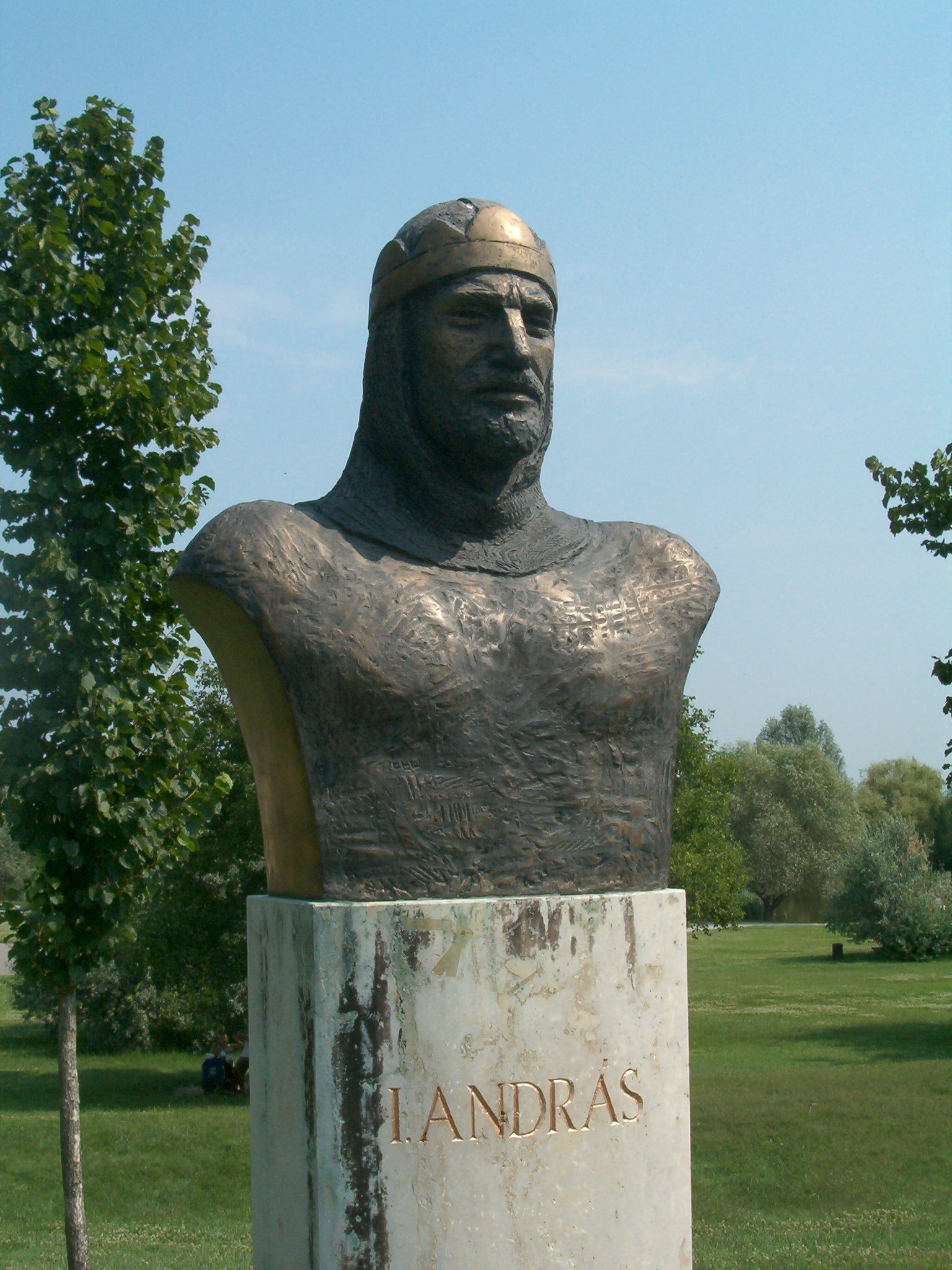
헝가리 오푸스터세르(Ópusztaszer)에 전시된 언드라시 1세의 흉상

언드라시 1세(헝가리어: I. András, 슬로바키아어: Ondrej I. 온드레이 1세, 1015년경 ~ 1060년 12월 6일 이전) 또는 엔드레 1세(I. Endre)는 헝가리의 국왕(재위: 1046년 ~ 1060년)이다. 아르파드 왕조 출신이다.

## 생애
턱쇼니 대공의 손자인 버줄(Vazul) 공작의 아들로 태어났다. 그의 어머니는 타토니족(Tátony) 출신이다. 버줄은 슬하에 3명의 아들인 레벤테(Levente), 언드라시(András, 언드라시 1세), 벨러(Béla, 벨러 1세)를 두었다.
1031년에는 언드라시의 아버지였던 이교도 버줄이 이슈트반 1세를 암살하려는 음모를 꾸몄다는 사실이 밝혀졌다. 이슈트반 1세는 버줄의 두 눈을 뽑고 귀에 뜨거운 납을 부어넣는 형벌을 가했다. 한편 버줄의 세 아들이었던 레벤테, 언드라시, 벨러는 헝가리를 떠났고 보헤미아, 폴란드, 키예프 대공국에서 망명 생활을 했다.
1046년 헝가리에서는 이교도들을 중심으로 한 대규모 반란이 일어났다. 언드라시는 자신의 형제들과 함께 반란군 진영과 동맹을 맺었고 오르세올로 페테르를 몰아내고 왕위에 오르게 된다. 페테르는 오스트리아로 망명하려고 했지만 국경 지대에서 체포되었고 언드라시 1세에 의해 두 눈을 멀게 만드는 형벌을 받게 된다.
헝가리의 국왕에 즉위한 이후에는 이교도의 관습 철폐, 기독교 질서 회복 정책을 시행했다. 1051년에는 신성 로마 제국의 하인리히 3세 황제가 헝가리 침공을 명령했지만 언드라시 1세의 동생인 벨러가 지휘하고 있던 헝가리 군대에 패배하고 만다.
1058년에는 신성 로마 제국의 새 황제였던 하인리히 4세와 평화 조약을 체결했다. 이를 기념하기 위해 언드라시 1세의 아들인 셜러몬은 하인리히 3세 황제의 딸이었던 슈바벤의 유디트(Judith)와 약혼하게 된다. 그렇지만 언드라시 1세의 동생이었던 벨러는 왕위 계승 문제로 인해 언드라시 1세와 갈등을 빚게 되었고 결국 폴란드로 떠나게 된다.
말년에는 뇌졸중으로 인해 쓰러지기도 했으며 1060년 티서강 동부 유역에서 일어난 전투에서 벨러에게 패배하면서 왕위에서 물러났다. 언드라시는 벨러의 부하에게 붙잡히면서 억류되었고 지르츠(Zirc) 마을에서 사망했다.